# Eugénie Joubert
Pour les articles homonymes, voir sainte Eugénie.
Eugénie Joubert, née en France le 11 février 1876 à Yssingeaux en Haute-Loire et morte à Liège (Belgique) le 2 juillet 1904, est une religieuse des Sœurs de la Sainte-Famille du Sacré-Cœur.
Elle est déclarée bienheureuse à Rome par Jean-Paul II le 20 novembre 1994 qui la donne comme modèle pour les catéchistes, et fêtée par l'Église catholique le 2 juillet. 

## Biographie
Née à Yssingeaux, dans la Haute-Loire, 4e d'une famille de 8 enfants, elle reçoit dans sa famille une profonde formation chrétienne, et souffre en même temps de la séparation de ses parents. Sa première communion à 11 ans est décisive pour sa vocation.
En 1895, elle est reçue chez les Sœurs de la Sainte-Famille du Sacré-Cœur. « Mon enfant, lui dit alors sa mère qui l'accompagne, je vous donne au Bon Dieu. Ne regardez pas en arrière, mais devenez une sainte », et prononce ses vœux en 1897.
Entre 1897 et 1901, elle est envoyée comme catéchiste à Aubervilliers et Saint-Denis. Elle se dépense sans compter pour les enfants.
Sa communauté est frappée par son entrain, sa gaieté, sa piété, et sa charité. L'une de ses devises : « Pourvu que Jésus soit content ». Elle développe une relation toute filiale avec Marie : « Aimer Marie, l'aimer encore et toujours plus ». « Enfance, vocation, vie religieuse, apostolat, souffrance et mort, tout dans la vie d'Eugénie sera marqué de la présence maternelle de Marie ».
À partir de juin 1901 commence la lutte contre la tuberculose. Elle est alors appelée à Liège, où elle exerce sa mission de catéchiste dans la paroisse Saint-Gilles, puis à Rome, où la Mère générale lance une nouvelle fondation .
De retour à Liège, elle meurt le 2 juillet 1904, à 28 ans.
Si l'emplacement de sa tombe au cimetière Saint-Gilles à Liège est toujours marqué d'un cénotaphe, sa sépulture a été transférée en 1948 à Dinant, en même temps que la nouvelle Maison générale des Sœurs de la Sainte Famille du Sacré-Cœur[source insuffisante]. Depuis le 30 juin 2024, sa sépulture est dans une chapelle dédiée de l'église Saint-Gilles dans le diocèse de Liège.

## Béatification
En 1983, le miracle de la guérison d’Émile Legaye, un belge, atteint d'une maladie des voies respiratoires, survenu le 1er octobre 1928 en Belgique, est reconnu pour valider la demande de béatification. Elle est béatifiée le 20 novembre 1994 par le pape Jean-Paul II. Il la donne comme modèle aux catéchistes lors de l'homélie de béatification : « […] en vivant exemple de l'action de Dieu dans un cœur humain. Le Règne du Christ peut commencer dans le cœur d'un enfant. C'est ce qu'a compris Sœur Eugénie et c'est pourquoi elle mit tant de soin à préparer les plus jeunes à la première confession et à la première communion […] ».
Contemporaine de Thérèse de Lisieux, Henri Brincard affirme qu'elle lui ressemble par « l'enfance évangélique » ; « elle souhaite mettre un grand amour dans les petites choses de la vie quotidienne ; ce n'est jamais petit ce que l'Amour demande ».
En 2016, le pèlerinage international des catéchistes à Rome est placé sous le patronage de la Bienheureuse Eugénie Joubert, patronne du pèlerinage des catéchistes français. Elle est citée en exemple parmi les « Saints évangélisateurs » lors du IIIe Congrès de catéchèse qui se tient à Rome en septembre 2022. Une Prière des catéchistes (imprimatur J.-M. Micas, Evêque du Diocèse de Tarbes-Lourdes) a été rédigée courant 2023. La revue Transmettre d'octobre-novembre 2023 qui consacre son numéro de rentrée au « Catéchisme : retour aux fondamentaux », dédie son cahier central à la Bienheureuse Eugénie Joubert, religieuse et catéchiste, avec pour les enfants, des jeux, des bricolages (« Je joue avec la Bienheureuse Eugénie Joubert »), un rappel de sa pédagogie qui témoigne de sa modernité. France Catholique publie, dans son numéro 3829 du 13 octobre 2023, un portrait de la Bienheureuse Eugénie Joubert, intitulé « Une catéchiste de feu », et y rappelle la proximité entre la Bienheureuse et le Pape François alors que ce dernier affirme « que catéchiste, c'est une vocation… c'est "être catéchiste », et que la Bienheureuse a mené son apostolat "par l'exemple" (p. 32-33). Eugénie Joubert est Patronne des catéchistes du diocèse du Puy. Louis-Ernest Dubois, cardinal, archevêque de Paris, demandait en 1924 à Pie XI qu'elle soit instituée Patronne universelle des catéchistes.  
Depuis 2022, a été créée une association "Les Amis de la Bienheureuse Eugénie Joubert", reconnue par décret du 9 octobre 2023 comme "association privée de fidèles" par J.-P. Delville, évêque du diocèse de Liège, dont le but est d'être acteur de la cause en canonisation d'Eugénie Joubert. Le diocèse est associé à l'association en tant qu'acteur de cette cause.

## Hommage
- En l'église Saint-Pierre, à Yssingeaux, sa ville natale, une sculpture de bois la représente, réalisée par Dominique Kaeppelin[12].
- Le LEAP : lycée d'études agricoles privé de la ville d'Yssingeaux, lui a donné son nom.